# Houlle
Houlle és un municipi francès situat al departament del Pas de Calais i a la regió dels Alts de França. L'any 2007 tenia 955 habitants.

## Demografia

### Població
El 2007 la població de fet de Houlle era de 955 persones. Hi havia 356 famílies de les quals 68 eren unipersonals (36 homes vivint sols i 32 dones vivint soles), 100 parelles sense fills, 152 parelles amb fills i 36 famílies monoparentals amb fills.
La població ha evolucionat segons el següent gràfic:
Habitants censats

### Habitatges
El 2007 hi havia 455 habitatges, 362 eren l'habitatge principal de la família, 80 eren segones residències i 13 estaven desocupats. 363 eren cases i 9 eren apartaments. Dels 362 habitatges principals, 276 estaven ocupats pels seus propietaris, 74 estaven llogats i ocupats pels llogaters i 12 estaven cedits a títol gratuït; 2 tenien una cambra, 22 en tenien dues, 46 en tenien tres, 86 en tenien quatre i 206 en tenien cinc o més. 284 habitatges disposaven pel capbaix d'una plaça de pàrquing. A 161 habitatges hi havia un automòbil i a 172 n'hi havia dos o més.

### Piràmide de població
La piràmide de població per edats i sexe el 2009 era:
| Homes | Edats   | Dones |
| ----- | ------- | ----- |
| 0     | 95 o +  | 0     |
| 0     | 90 a 94 | 0     |
| 0     | 85 a 89 | 0     |
| 8     | 80 a 84 | 0     |
| 12    | 75 a 79 | 16    |
| 8     | 70 a 74 | 20    |
| 20    | 65 a 69 | 16    |
| 16    | 60 a 64 | 16    |
| 16    | 55 a 59 | 12    |
| 24    | 50 a 54 | 36    |
| 36    | 45 a 49 | 32    |
| 44    | 40 a 44 | 32    |
| 36    | 35 a 39 | 52    |
| 36    | 30 a 34 | 24    |
| 44    | 25 a 29 | 44    |
| 36    | 20 a 24 | 12    |
| 40    | 15 a 19 | 48    |
| 44    | 10 a 14 | 48    |
| 28    | 5 a 9   | 40    |
| 20    | 0 a 4   | 28    |

## Economia
El 2007 la població en edat de treballar era de 659 persones, 448 eren actives i 211 eren inactives. De les 448 persones actives 401 estaven ocupades (226 homes i 175 dones) i 47 estaven aturades (19 homes i 28 dones). De les 211 persones inactives 65 estaven jubilades, 67 estaven estudiant i 79 estaven classificades com a «altres inactius».

### Ingressos
El 2009 a Houlle hi havia 366 unitats fiscals que integraven 987 persones, la mediana anual d'ingressos fiscals per persona era de 15.893 €.

### Activitats econòmiques
Dels 22 establiments que hi havia el 2007, 1 era d'una empresa alimentària, 3 d'empreses de fabricació d'altres productes industrials, 2 d'empreses de construcció, 3 d'empreses de comerç i reparació d'automòbils, 1 d'una empresa de transport, 9 d'empreses d'hostatgeria i restauració, 2 d'empreses de serveis i 1 d'una empresa classificada com a «altres activitats de serveis».
Dels 9 establiments de servei als particulars que hi havia el 2009, 3 eren tallers de reparació d'automòbils i de material agrícola, 1 fusteria, 1 electricista i 4 restaurants.
L'any 2000 a Houlle hi havia 7 explotacions agrícoles que ocupaven un total de 264 hectàrees.

## Equipaments sanitaris i escolars
El 2009 hi havia una escola elemental.

## Poblacions més properes
El següent diagrama mostra les poblacions més properes.